# Воробино (Ярославская область)
Воро́бино — деревня в Ярославском районе Ярославской области России. В рамках организации местного самоуправления входит в Туношенское сельское поселение; в рамках административно-территориального устройства включается в Туношенский сельский округ. 

## География
Деревня расположена в 6 км от села Туношна, на автодороге Р132 «Золотое кольцо». 

## Население
| 2007 | 2010 |
| ---- | ---- |
| 32   | ↗38  |

По данным Всероссийской переписи населения 2002 года в деревне проживали 28 человек, преобладающая национальность — русские (100 %).

## Инфраструктура
Деревня газифицирована. 

## Уроженцы
- Андронов Борис Николаевич (1931, Воробино, Ярославский район, Ярославская область — 1987) — организатор производства,  директор Ярославского завода дизельной аппаратуры (1978—1987), награждён орденами Трудового Красного Знамени (1986), «Знак Почета» (1981)[9].